# Municipio de Suez
El municipio de Suez (en inglés: Suez Township) es un municipio ubicado en el condado de Mercer en el estado estadounidense de Illinois. En el año 2010 tenía una población de 595 habitantes y una densidad poblacional de 6,19 personas por km².

## Geografía
El municipio de Suez se encuentra ubicado en las coordenadas 41°6′35″N 90°36′30″O / 41.10972, -90.60833. Según la Oficina del Censo de los Estados Unidos, el municipio tiene una superficie total de 96.1 km², de la cual 96,1 km² corresponden a tierra firme y (0 %) 0 km² es agua.

## Demografía
Según el censo de 2010, había 595 personas residiendo en el municipio de Suez. La densidad de población era de 6,19 hab./km². De los 595 habitantes, el municipio de Suez estaba compuesto por el 98,82 % blancos, el 0,34 % eran amerindios, el 0,34 % eran asiáticos, el 0,17 % eran de otras razas y el 0,34 % eran de una mezcla de razas. Del total de la población el 0,84 % eran hispanos o latinos de cualquier raza.